# Zapotal (centrala Tantoyuca kommun)
Zapotal är en ort i Mexiko.   Den ligger i kommunen Tantoyuca och delstaten Veracruz, i den sydöstra delen av landet, 240 km norr om huvudstaden Mexico City. Zapotal ligger 178 meter över havet och antalet invånare är 416.
Terrängen runt Zapotal är huvudsakligen platt. Zapotal ligger uppe på en höjd. Runt Zapotal är det ganska tätbefolkat, med 72 invånare per kvadratkilometer. Närmaste större samhälle är Tantoyuca, 4,8 km sydväst om Zapotal. Trakten runt Zapotal består till största delen av jordbruksmark.